# Salopeki Modruški
Salopeki Modruški – wieś w Chorwacji, w żupanii karlowackiej, w gminie Josipdol. W 2011 roku liczyła 69 mieszkańców.